# Афанасьєв Михайло Васильович
Михайло Васильович Афанасьєв (біл. Міхаіл Васілевіч Афанасьеў, нар. 4 листопада 1986, Мінськ, Білоруська РСР) — білоруський футболіст, півзахисник клубу «Торпедо-БелАЗ».

## Клубна кар'єра
Вихованець мінської футбольної школи «Зміна». У 16 років на запрошення Юрія Пунтуса перейшов у БАТЕ, де вже з наступного сезону став гравцем основного складу. Три сезони відіграв за МТЗ-РІПО.
Наприкінці січня 2008 року уклав контракт з «Амкаром» за схемою 2+2. 12 березня 2010 року підписав 3-річний контракт з «Кубанню». 30 липня 2010 року поповнив ряди бєлгородського «Салюта».
У лютому 2011 року повернувся до Білорусі, підписавши 1-річний контракт з мінським «Динамо», який після вдалого сезону (Афанасьєв став найкращим асистентом команди) продовжили ще на один рік. У грудні 2012 року залишив «Динамо» вільним агентом, а в лютому 2013 року став гравцем «Гомеля». У «Гомелі» стабільно грав в основі, переважно, на позиції правого півзахисника.
Наприкінці сезону 2013 року залишив «Гомель» і в січні 2014 року підписав контракт з казахстанським «Атирау». У березні 2014 року отримав громадянство Казахстану, завдяки чому його перестали вважати легіонером у місцевому чемпіонаті. У січні 2015 року після закінчення контракту залишив «Атирау» і незабаром підписав контракт із солігорським «Шахтарем».
Старт сезону 2015 року змушений був пропустити через травму, повернувшись на поле наприкінці травня. Після повернення став основним правим півзахисником команди, але наприкінці сезону керівництво клубу вирішило не продовжувати контракт з гравцем, і в листопаді 2015 року Афанасьєв залишив Солігорськ.
У січні 2016 року приєднався до «Білшини». У бобруйському клубі його використовували як флангового захисника. У червні 2016 року розірвав контракт з «Білшиною» і незабаром приєднався до «Торпедо-БелАЗ». У складі жодинського клубу став основним правим півзахисником, у другій половині сезону 2016 року відзначився 5 голами у чемпіонаті Білорусі, грав у Лізі Європи. У січні 2017 року продовжив контракт з «автозаводцями». У сезоні 2017 року розпочав виступати як основний гравець, але наприкінці сезону в листопаді 2017 року залишив «Торпедо-БелАЗ».
У лютому 2018 року став гравцем воронезького «Факела». Залишив команду після завершення сезону 2018/19 року в липні 2019 року й почав тренуватися з «Іслочею», а незабаром підписав контракт з клубом. Спочатку грав у стартовому складі, але згодом став виходити з лави запасних. Загалом хавбек провів 12 матчів у всіх турнірах, відзначився одним голом і двома результативними передачами. У грудні 2019 року, після закінчення терміну дії контракту, залишив «Іслоч».
У січні 2020 року знову став гравцем жодинского «Торпедо-БелАЗ».

## Кар'єра в збірній
Капітан молодіжної збірної Білорусі на чемпіонаті Європи 2009 в Швеції. Рекордсмен збірної за кількістю проведених матчів (46) та забитих м'ячів (11).
У листопаді 2009 року вперше отримав запрошення в національну збірну Білорусі. 13 листопада в Даммамі зіграв у товариському матчі друге складів збірних Білорусі та Саудівської Аравії.

## Досягнення
- Білоруська футбольна вища ліга
  -  Срібний призер (2): 2003, 2004
  -  Бронзовий призер (1): 2005, 2012, 2015, 2020

- Кубок Білорусі
  -  Володар (1): 2004/05